# St. Nikolaus (Owińska)

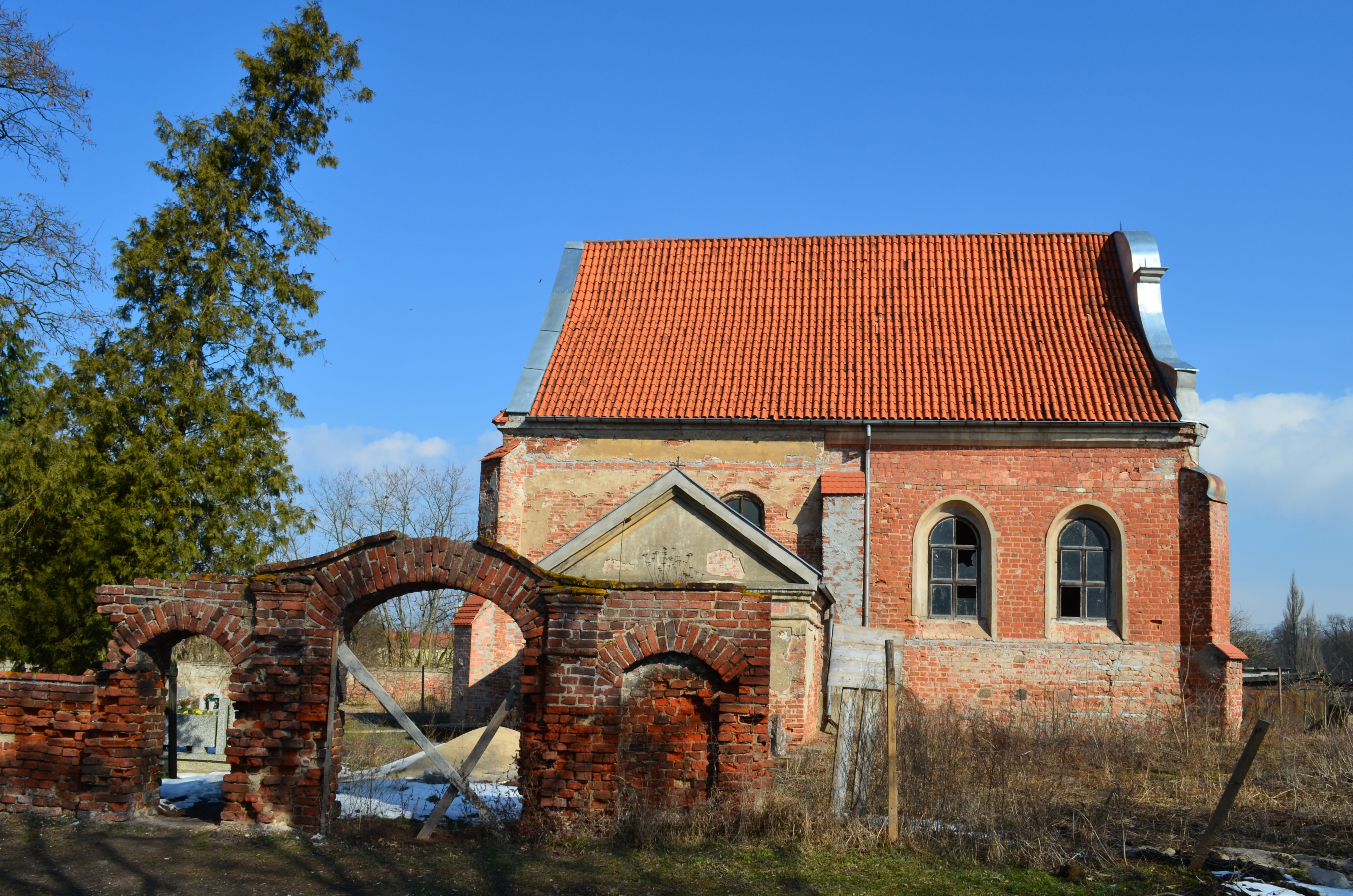
St. Nikolaus

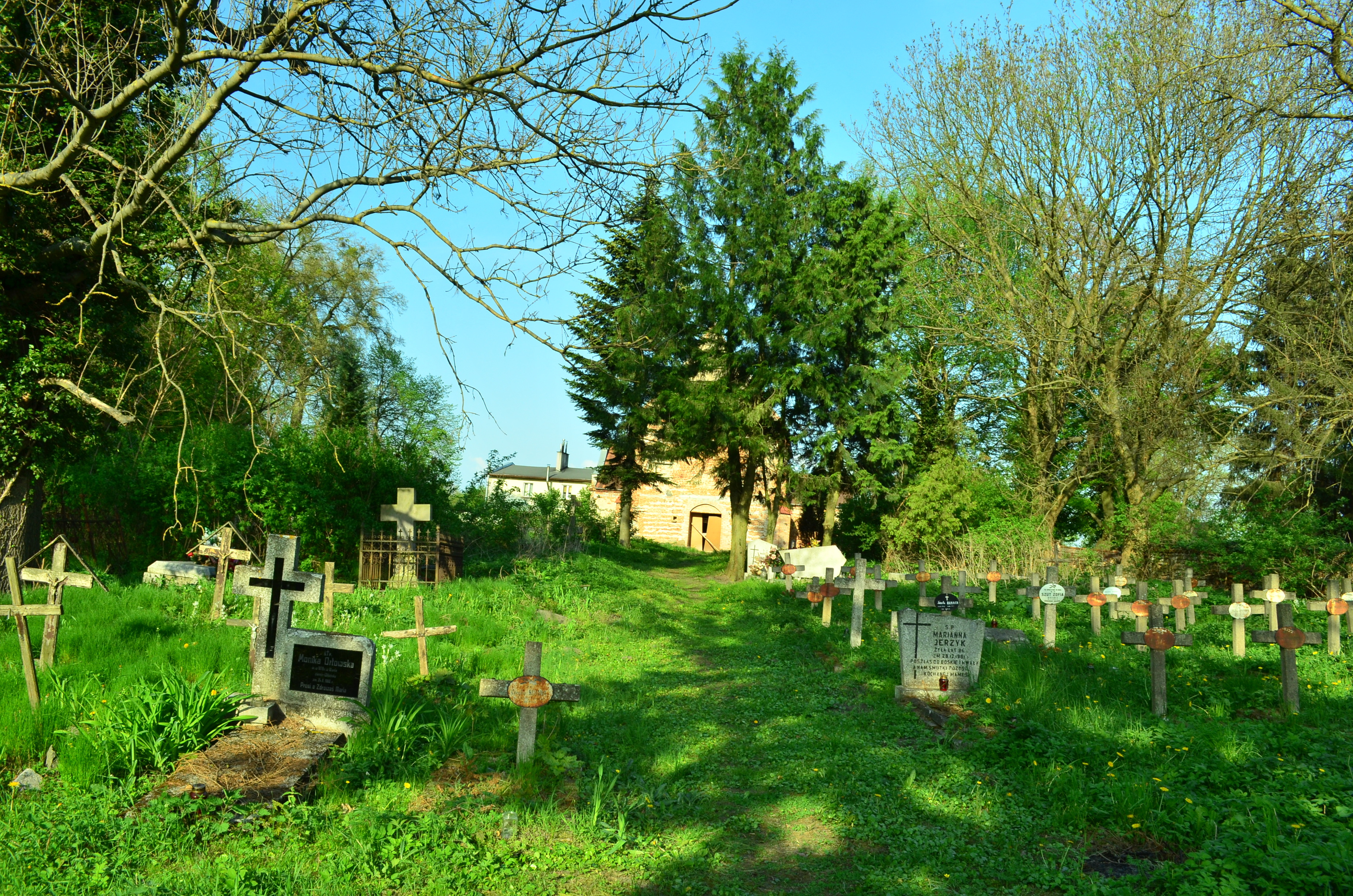
Friedhof

Die Kirche St. Nikolaus, polnisch Kościół św. Mikołaja, ist ein Kirchengebäude in Owińska. 

## Geschichte
Sie wurde 1574 im Renaissancestil erbaut. Die barocken Giebel stammen von 1686. Bis 1835 war sie auch Pfarrkirche. An ihr befindet sich ein Friedhof. Heute wird sie nur noch als Friedhofskapelle genutzt.